# شهرستان بورو (ایلینوی)
شهرستان بورا، (به انگلیسی: Bureau County) شهرستانی در ایالت ایلی‌نوی ایالات متحده امریکا و بر طبق سرشماری ۲۰۱۰ این شهرستان ۳۴۹۷۸ نفر جمعیت داشته‌است. رشد جمعیت این شهرستان از ۲۰۰۰ تا ۲۰۱۰، حدود ۱٫۵ درصد رشد منفی داشته است
طبق سرشماری ۲۰۱۰، مساحت این شهرستان ۲۲۶۲٫۴ کیلومتر مربع وسعت داشته که از این مقدار ۰٫۵۱ درصد آب و ۹۹٫۴۹ درصد خشکی می‌باشد.
این شهرستان در ۱۸۳۷ از شهرستان پوتنام جدا شده‌است. این شهرستان نام خود را از میشل بورا یا پیر بورا، که بازرگانی بودند، گرفته‌است.

## همسایگان و راه‌ها
همسایگان این شهرستان عبارتند از:

### شهرستان‌های همسایه
- شهرستان لی، ایلینوی - شمال
- شهرستان پاتنم، ایلینوی - جنوب شرق
- شهرستان لاسال، ایلینوی - شرق
- شهرستان مارشال، ایلینوی - جنوب
- شهرستان استارک، ایلینوی - جنوب غرب
- شهرستان هنری، ایلینوی - غرب
- شهرستان وایتساید، ایلینوی - شمال غرب

راه‌های اصلی این شهرستان:
1. بزرگراه میان‌ایالتی ۸۰
2. بزرگراه میان‌ایالتی ۱۸۰
3. بزرگراه ۶ ایالات متحده
4. بزرگراه ۳۴ ایالات متحده
5. جاده ۲۶ ایلی‌نوی
6. جاده ۲۹ ایلی‌نوی
7. جاده ۸۸ ایلی‌نوی
8. جاده ۸۹ ایلی‌نوی
9. جاده ۹۲ ایلی‌نوی

## شهرها
- ناحیه آریسپی، شهرستان بورا، ایلینوی
- ناحیه برلین، شهرستان بورا، ایلینوی
- ناحیه بورا، شهرستان بورا، ایلینوی
- ناحیه کلاریون، شهرستان بورا، ایلینوی
- ناحیه کانکورد، شهرستان بورا، ایلینوی
- ناحیه داور، شهرستان بورا، ایلینوی
- ناحیه دیرفیلد، شهرستان بورا، ایلینوی
- ناحیه گولد، شهرستان بورا، ایلینوی
- ناحیه گرینویل، شهرستان بورا، ایلینوی
- ناحیه هال، شهرستان بورا، ایلینوی
- ناحیه اندینتاون، شهرستان بورا، ایلینوی
- ناحیه لامویل، شهرستان بورا، ایلینوی
- ناحیه لیپرتاون، شهرستان بورا، ایلینوی
- ناحیه ماکون، شهرستان بورا، ایلینوی
- ناحیه مانلیوس، شهرستان بورا، ایلینوی
- ناحیه میلو، شهرستان بورا، ایلینوی
- ناحیه مینرال، شهرستان بورا، ایلینوی
- ناحیه نپانست، شهرستان بورا، ایلینوی
- ناحیه اوهایو، شهرستان بورا، ایلینوی
- ناحیه پرینستون، شهرستان بورا، ایلینوی
- ناحیه سلبی، شهرستان بورا، ایلینوی
- ناحیه والنات، شهرستان بورا، ایلینوی
- ناحیه وستفیلد، شهرستان بورا، ایلینوی
- ناحیه ویتلند، شهرستان بورا، ایلینوی
- ناحیه ویانت، شهرستان بورا، ایلینوی

- پرینستون، ایلینوی، مرکز شهرستان

## هرم سنی

هرم سنی این شهرستان در سال ۲۰۰۰.

این شهرستان بر اساس سرشماری سال ۲۰۰۰ دارای ۳۵۵۰۳ نفر جمعیت بوده‌است. هرم سنی این شهرستان در سال ۲۰۰۰ در شکل روبرو نمایش داده شده‌است.

## نگارخانه

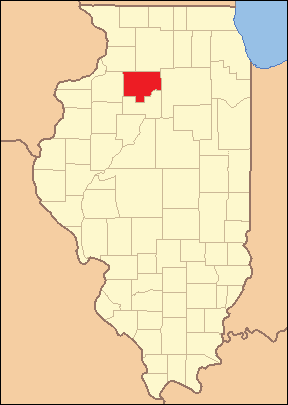